# Tucà toco
El tucà toco (Ramphastos toco) és el membre més gros i conegut de la família dels tucans; l'hàbitat natural és Amèrica del Sud i és una espècie que es troba habitualment en els zoològics de tot el món.

## Descripció

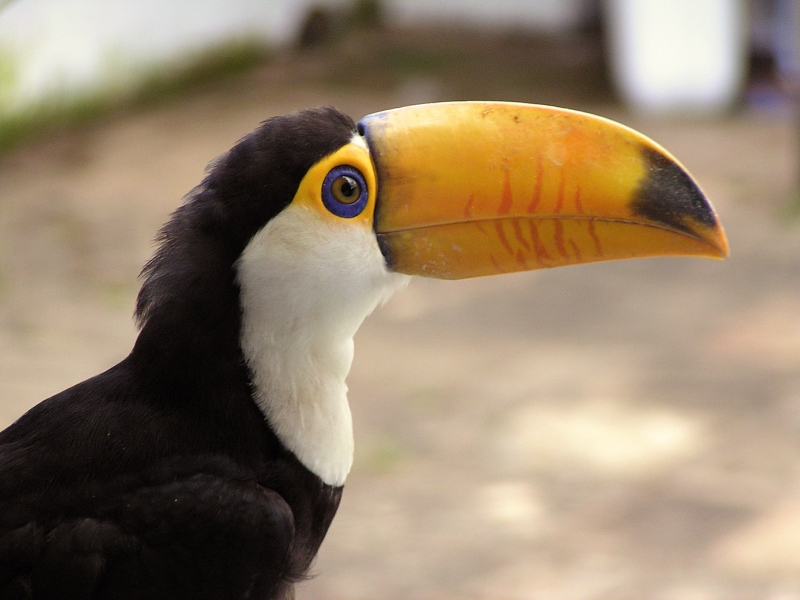
Exemplar jove de tucà toco

El tucà toco és l'espècie de tucà més grossa, amb una longitud mitjana de 56 cm. No es poden confondre amb cap altre ocell i es reconeixen fàcilment pel gran bec taronja. El cos és principalment negre brillant, amb la gola i la part superior de la gola blanques. Aquesta taca blanca de vegades té un to groc llimona i una banda vermella on es troba amb el pit negre, però aquestes característiques són molt variables entre individus. El dors és blanc, mentre que la part inferior de la cua, inclòs el crissum (la zona amb plomes entre la cloaca i la cua), és vermella. L'ull és marró (tot i que també s'ha comprovat que té diferents tons de groc, verd i blau) i està envoltat per un estret anell blau, i la resta de la pell orbital és de color groc sofre a taronja. Una petita taca de plomes prop dels lores és blanca i la pell orbital sota l'ull de vegades és de color groc verdós.
El bec, extremadament llarg i prim, sol ser més vermell a la part superior del culmen i té bandes irregulars de color marró ataronjat als costats, a través dels tomia. El bec varia en longitud de 173 a 215 mm en els tucans mascles i de 158 a 202 mm en les femelles; de mitjana, fa 200,5 mm de llarg en els mascles i 178,6 mm de llarg en les femelles. La base del bec és negra, formant una banda més gruixuda a la part inferior de la mandíbula. La punta del maxil·lar té un gran oval negre, que brilla intensament quan es veu amb llum.

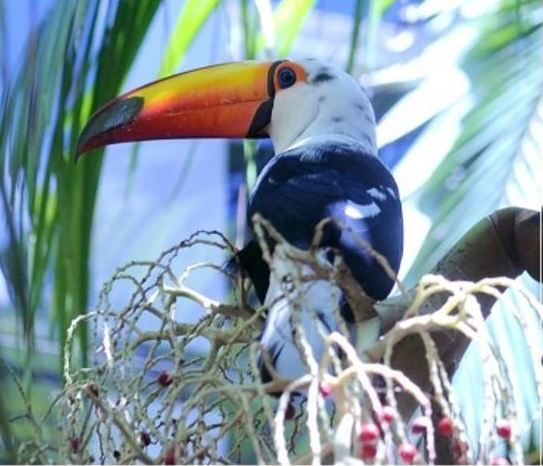
Tucà toco parcialment leucístic.

El bec sembla pesat, però com en altres tucans és relativament lleuger perquè l'interior és en gran part buit. La llengua és gairebé tan llarga com el bec i molt plana. A part de la diferència de mida, no hi ha diferències externes entre els sexes. Els juvenils són de color més apagat i tenen el bec més curt que els adults. Entre les mesures estàndard, la corda de l'ala és de 22 a 26 cm, la cua és de 14,1 a 17,9 cm i el tars és de 4,8 a 6,5 cm. Se sap que el tucà toco presenten leucisme parcial.

### Vocalitzacions
La veu de l'espècie consisteix en una varietat de notes com un grunyit o rauc similars als gripaus, com ara "gruumkk", "grunt", "grunnkkt", "kkriikk", "grenggkt", "grr", "ggrekkekk", "arkk-rk", "rrraa" i "rrroc-rrroc". Aquestes notes es poden fer individualment o en una sèrie llarga, amb fins a 50 notes per minut. El cant del tucà és una sèrie de notes que recorden un grunyit. Altres crits inclouen un murmuri de "te-te-te" i "ehh-ehh" fet per exemplars immadurs de l'espècie. Altres sons també es fan de manera no vocal, colpejant el bec contra una branca.
Tot i que és poc probable que el tucà toco es confongui visualment amb cap altra espècie, les vocalitzacions es poden confondre amb les del tucà ventrevermell (R. dicolorus) o el tucà vitel·lí (R. vitellinus). Els crits del tucà toco són més greus i menys ressonants que els crits d'aquestes dues espècies. A més, les parts ràpides dels crits són més lentes que les parts corresponents dels crits del tucà ventrevermell.

## Distribució i hàbitat
El tucà toco és endèmic de Sud-amèrica, on té una àmplia distribució des de les Guaianes al sud fins al nord de l'Argentina i l'Uruguai. A la part nord de l'àrea de distribució, té diverses poblacions disjuntes, incloent-hi les Guaianes, al nord del Brasil prop de Rio Branco, i al llarg de la desembocadura de l'Amazones aigües amunt fins al voltant de Manaus a l'est de l'Amazones. Es troba més enllà des de la costa de Maranhão al sud-oest fins al sud-oest del Brasil, Bolívia i el Santuario Nacional Pampas del Heath a l'extrem sud-est del Perú, i cap al sud a través de Piauí i Bahia fins al nord de l'Argentina i l'Uruguai.
Anteriorment es pensava que s'havia extingit a Tucumán, al nord-oest de l'Argentina, a finals de la dècada de 1990, però es va redescobrir allà a principis de la dècada de 2010. L'àrea de distribució de l'espècie a la selva amazònica pot estar augmentant a causa de la desforestació. De la mateixa manera, només s'ha registrat a l'Uruguai recentment. Anteriorment, el límit sud de l'àrea de distribució era Lagoa dos Patos, al Brasil.
La recent expansió de l'àrea de distribució al sud del paral·lel 30 pot ser causada per fugides d'individus captius o canvis en les condicions ecològiques. generalment és resident, però de vegades es mouen en massa a la recerca d'aliment.
A diferència d'altres tucans, no habita boscos continus de dosser tancat, sinó que prefereix una varietat d'hàbitats semioberts com ara boscos de galeria, sabanes, boscos adjacents a masses d'aigua i boscos secundaris, chaco, plantacions, horts i arbredes. És especialment comú al cerrado brasiler, una forma de sabana tropical, i als boscos de galeria. També és comú als aiguamolls del Pantanal. Se sap que habita altituds de fins a 1.750 m.

## Comportament i ecologia
El tucà toco normalment es veu quan vola o s'alimenta a les copes dels arbres, saltant de branca en branca. El vol és una mica ondulant perquè alternen entre un fort aleteig i un planatge. 

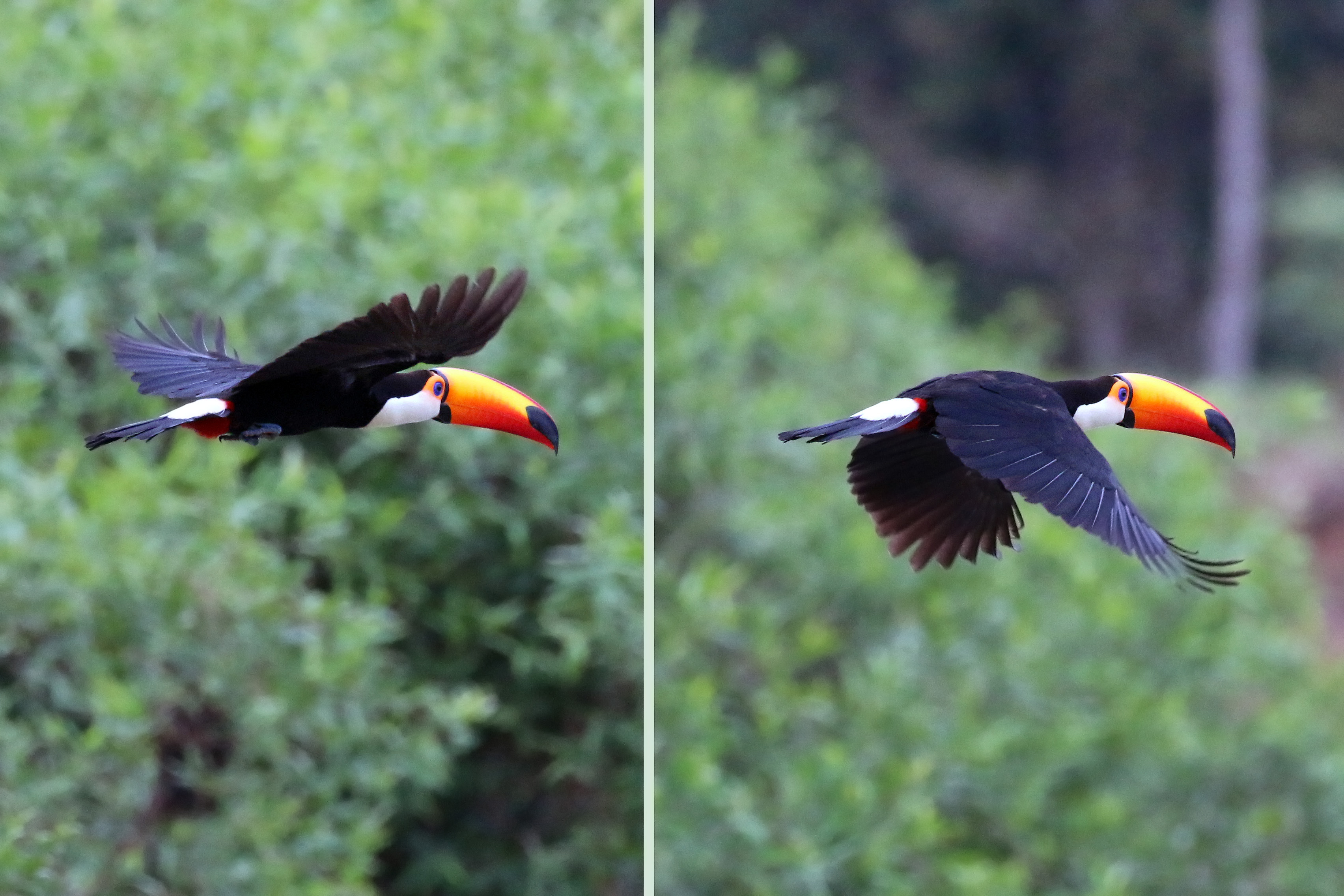
Tucà toco en vol.

El tucà toco, com altres tucans, té grans àrees de distribució, amb una mida mitjana de 86 hectàrees. Estan més dispersos que altres tucans, que no creuen grans masses d'aigua, i són capaços de mantenir el vol a través de masses d'aigua de més de 5 km d'amplada.
El tucà toco és menys actiu durant el dia, ocasionalment descansant a les copes dels arbres. Són menys gregaris que altres tucans i solen alimentar-se sols o en petits grups en arbres fruiters. Quan busquen menjar junts, volen de copa d'arbre en copa d'arbre en fila índia. Els membres d'un grup sovint s'empolainen els uns als altres, tot i que aquest comportament sol acabar després de la posta d'ous, ja que les parelles comencen a empolainar-se exclusivament els uns als altres. Després del final de la temporada de cria, el tucà toco de vegades forma grans estols que volen pels boscos a la recerca de fruita. Aquests estols de vegades poden incloure altres espècies com el tucà pitblanc (R. tucanus).

### Bec

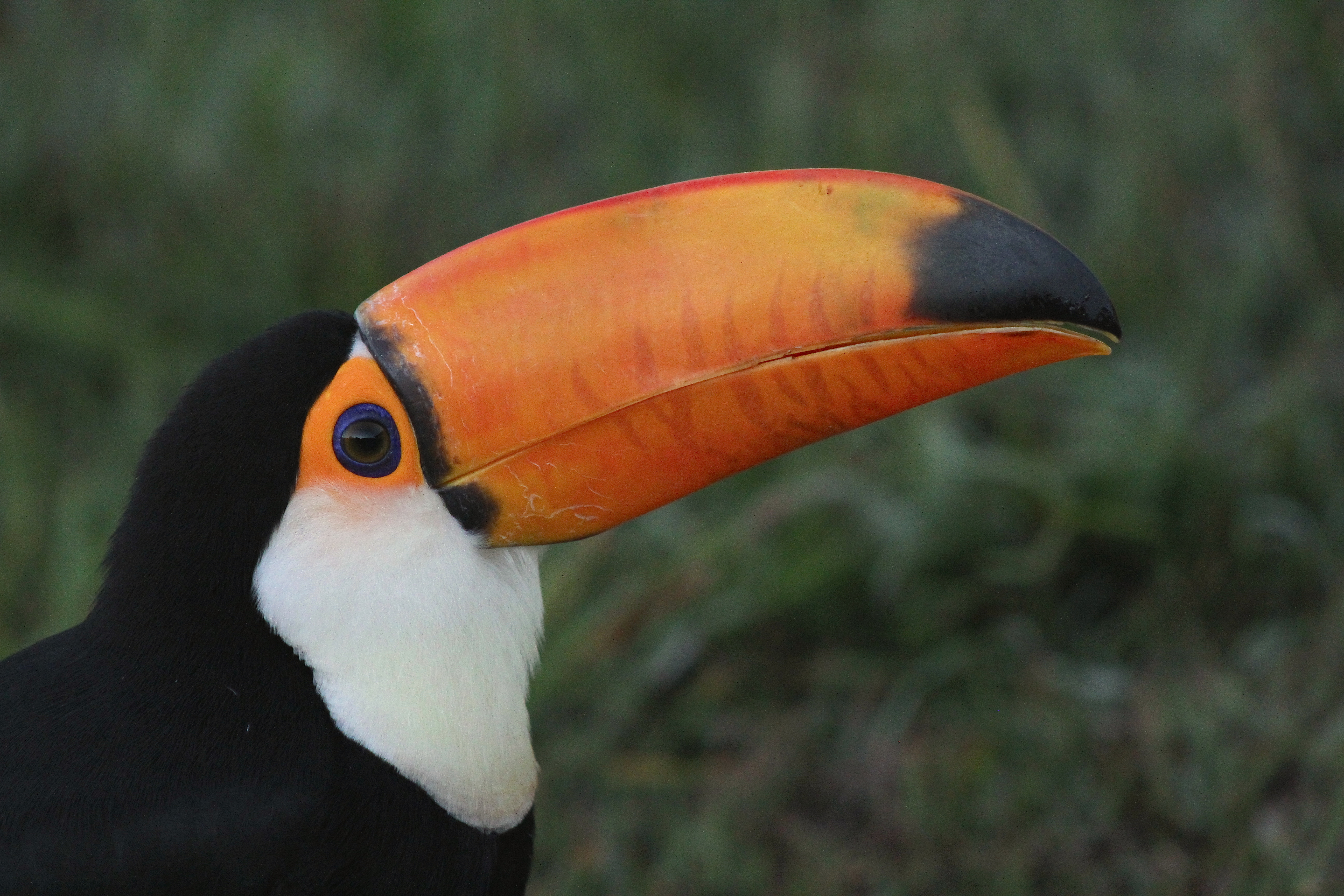
Primer pla del bec.

El bec és serrat i és el més gros en relació amb la mida corporal de tots els ocells, proporcionant del 30 al 50% de la superfície corporal, tot i que una altra espècie neotropical, el colibrí bec d'espasa (Ensifera ensifera), té el bec més llarg en relació amb la longitud del cos. Altres suggeriments han inclòs l'ajuda per pelar fruita, intimidar altres ocells quan depreden els nius, la selecció social relacionada amb la defensa del territori i com a avís visual.
La investigació ha demostrat que una funció és com a superfície per a l'intercanvi de calor. El bec té la capacitat de modificar el flux sanguini i, per tant, regular la distribució de la calor al cos, cosa que permet l'ús del bec com a radiador tèrmic. Pel que fa a la superfície utilitzada per a aquesta funció, el bec en relació amb la mida de l'ocell es troba entre els més grossos de qualsevol animal i té una xarxa de vasos sanguinis superficials que suporten la fina beina còrnia del bec feta de queratina anomenada ramfoteca. Pel que fa a la capacitat d'eliminar la calor corporal, el bec és comparable a la de les orelles dels elefants. La capacitat d'irradiar calor depèn de la velocitat de l'aire: si aquesta és baixa, només s'irradia el 25% de la producció de calor en repòs de l'ocell adult; si és alta, irradia fins a quatre vegades aquesta producció de calor. En comparació, el bec d'un ànec i les orelles d'un elefant només poden desfer-se d'un 9% de la producció de calor en repòs. El bec normalment és responsable del 30-60% de la pèrdua de calor. La pràctica del tucà toco de col·locar el bec sota les ales pot servir per aïllar el bec i reduir la pèrdua de calor durant el son. S'ha observat que "les complexitats de la vasculatura i els mecanismes de control necessaris per ajustar el flux sanguini al bec poden no estar completament desenvolupats fins a l'edat adulta".
El bec del tucà toco pot patir diverses deformitats, com ara mandíbules creuades, l'absència de fins a la meitat de la mandíbula superior o inferior i perforacions.

### Dieta

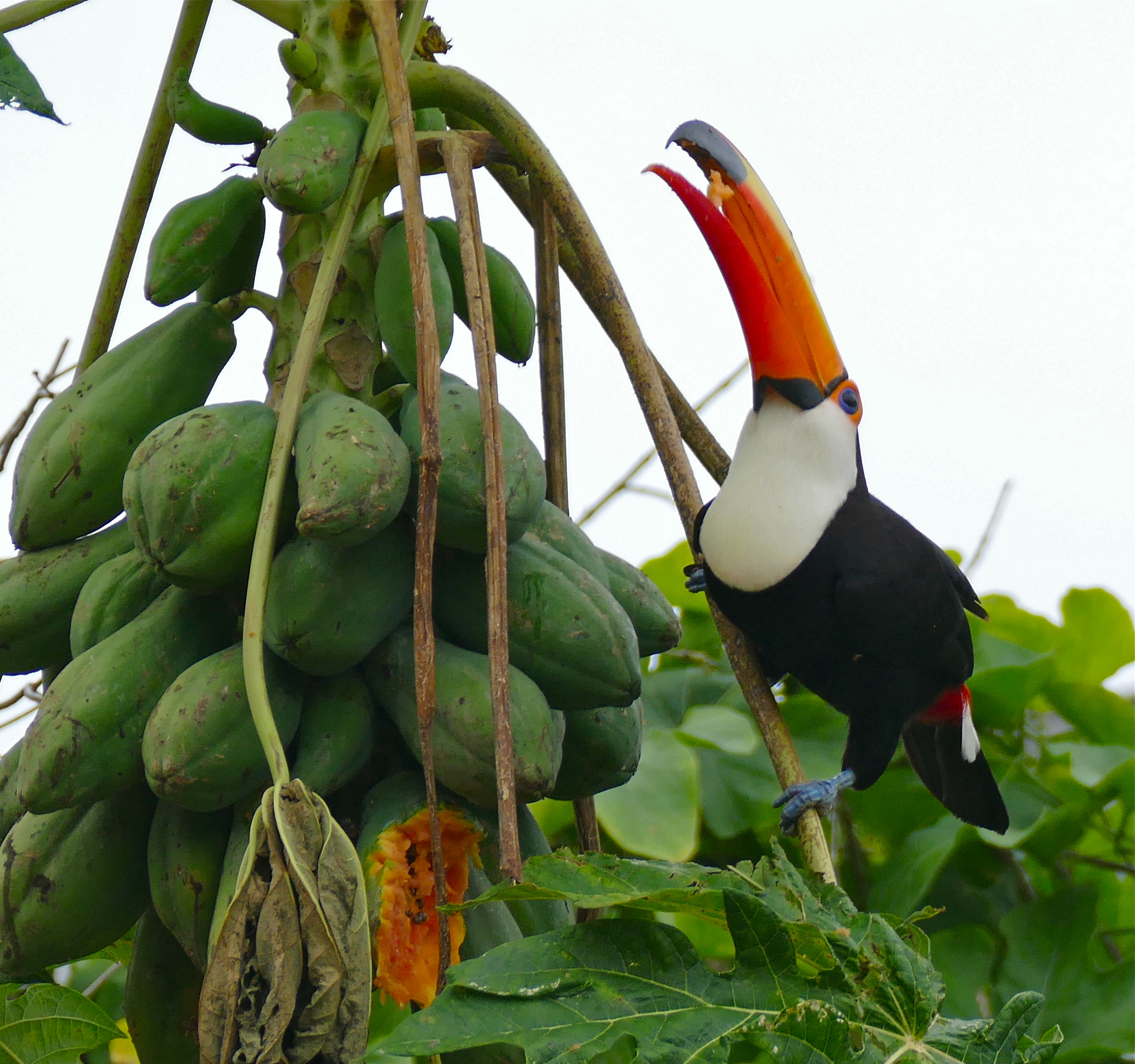
Tucà toco alimentant-se de papaia.

El tucà toco és frugívor generalista que s'alimenten principalment de fruits carnosos, però també complementen la dieta amb insectes, ous i pollets d'altres ocells. La recerca d'aliment sol tenir lloc a la capçada dels arbres, però els tucans també visiten el sotabosc i el terra per alimentar-se de fruits caiguts. Se sap que s'alimenten d'una varietat de fruits carnosos, sobretot figues, taronges, guaiabes (Psidium) i pebrots. Altres plantes que fructifiquen durant tot l'any i que tenen un paper significatiu en la dieta de l'espècie inclouen Cecropia pachystachya i Inga laurina. Els tucans també s'alimenten oportunistament de qualsevol fruit ric en sucre disponible i mostren un alt nivell de variació en la dieta depenent de l'hàbitat circumdant. En boscos caducifolis amb un subministrament de figues durant tot l'any, els tucans no mostren canvis significatius d'una temporada a una altra en la dieta. En zones amb una variació significativa en la disponibilitat de fruits carnosos, els tucans són més comuns durant la temporada de fructificació i, posteriorment, es traslladen a altres hàbitats quan la disponibilitat de fruits disminueix.
Entre les plantes que s'ha registrat com a contribuents importants a la dieta del tucà toco hi ha Genipa americana, Ficus luschnatiana i Virola sebifera al bosc de galeria, Schefflera macrocarpa, Copaifera langsdorffii, Didymopanax morototoni i Nectandra cissiflora al cerrado, i Guibourtia hymenaefolia i D. morototoni als boscos semicaducifolis. Durant l'estació seca, quan la disponibilitat de fruits disminueix, el tucà toco també s'alimenta de flors d'espècies com Handroanthus chrysotrichus i Erythrina fusca.
Els insectes que consumeixen més comunament el tucà toco són les erugues i els tèrmits. El tucà toco també s'alimenta de petits vertebrats com sargantanes, pollets i ocells petits. En estat salvatge, els tucans s'alimenten dels nius d'ictèrids, tirànids, bucònids i lloros, amb predilecció pels nius de cacic de carpó groc (Cacicus cela). Els ocells més grossos coneguts els nius dels quals són depredats pel tucà toco són el guacamai jacint (Anodorhynchus hyacinthinus) i l'ibis alablanc (Theristicus caudatus); els pollets d'aquests últims pesen entre 200 i 300 g, en comparació amb la massa corporal del tucà d'uns 540 g, i els maten trencant-los el coll amb moviments laterals del bec. En captivitat, els tucans s'alimenten de diversos ocells més petits que es col·loquen amb ells, com ara els toxostoma, els pardals domèstics, les tortoretes inques (Columbina inca), els cargolets de cactus (Campylorhynchus brunneicapillus) i els colís de Gambel (Callipepla gambelii).
- Tucà toco submergint el bec en un riu per beure aigua
- Tucà toco en un arbre, amb un petit llangardaix marró grisenc sostingut al bec
- Alimentant-se d'ous d'ibis de coll beix
- Atacant pollets d'ibis alablanc intentant trencar-los el coll

### Cria
El tucà toco mostra diversos canvis de comportament durant la temporada de nidificació, tornant-se més reservats i solitaris en hàbit. L'empoilament dels tucans per part d'individus fora de la parella aparellada s'atura poc després de la posta dels ous; les parelles continuaran empolainant-se sovint o donant cops amb els becs. Els mascles de vegades mostren les plomes vermelles de la part inferior de la cua mentre despleguen les cobertores subcaudals; el bec gros i conspicu també el pot utilitzar en la parada nupcial.
La nidificació és estacional, però el moment de la temporada de cria varia entre regions. La cria s'ha observat de setembre a gener a Amazones i Maranhão i de setembre a febrer a São Paulo, Rio de Janeiro, Paraná i Paraguai. A l'est de l'Argentina i Rio Grande do Sul, té lloc d'octubre a febrer, i a Goiás, Minas Gerais i Bahia, dura de novembre a febrer. S'ha documentat de desembre a juny a Bolívia i l'oest de l'Argentina, i de maig a juny a Piauí. La nidificació té lloc en cavitats, que normalment es fan en arbres com ara l'eritrina cresta de gall (Erythrina crista-galli) i Pinus elliottii, però que també poden estar en ribes de rierols o monticles de tèrmits. Els nius de vegades es fan en cavitats excavades per altres espècies d'ocells: els casos registrats inclouen nius en cavitats fetes pel picot campestre (Colaptes campestris) i picot negre de dors cremós (Campephilus leucopogon). També s'ha observat una cria reeixida en zones urbanes, tot i que els alts nivells de pertorbacions causades per l'home, com ara activitats de construcció, al voltant del niu poden provocar l'abandonament per part dels pares. S'ha observat ocells captius netejant els nius des del principi, però els nius finalment s'omplen d'excrements i llavors de fruita.
Els tucans solen reproduir-se anualment en estat salvatge, però s'ha comprovat que en captivitat es reprodueixen diverses vegades. Les femelles ponen de dos a quatre ous, que són incubats per ambdós pares durant 17-18 dies, després dels quals desclouen. Els pollets es poden detectar pels forts crits de súplica que fan en absència dels pares. Les cries s'alimenten inicialment principalment d'insectes, i la proporció de fruita a la dieta augmenta a mesura que creixen. Els pollets emplomen 43-52 dies després de l'eclosió.
- Pollets acabats de néixer amb bec groguenc, pell rosa pàl·lida i plomes blanques i negres.
- Pollets al niu; observeu la capa de llavors de fruita a la part inferior del niu.
- Tucà toco adult alimentant les cries amb un fruit verd petit i rodó.

### Interaccions amb altres espècies
Com altres tucans, el tucà toco és un important dispersor de llavors a causa de la gran boca , l'ampli territori d'origen i l'adaptabilitat a diferents tipus d'hàbitats. Són dels pocs ocells frugívors grossos que romanen en entorns urbans. El tucà toco defeca un gran nombre de llavors no digerides; aquestes llavors tenen menys probabilitats de germinar que les regurgitades, però la mida més grossa del tucà i els hàbits alimentaris fan que dispersi les llavors més lluny de la planta mare. Un estudi va estimar que les llavors de mida mitjana es dipositen a 269-449 m de distància de les plantes on es van originar. Tot i que el tucà toco s'alimenta principalment d'espècies autòctones, algunes plantes invasores, com ara Royostenia oleracea i Elaeis guineensis, representen parts importants de la dieta. El tucà toco pot ajudar a estendre aquestes espècies invasores a fragments de bosc i zones rurals properes a les ciutats, ajudant-les a establir-se i accelerant el procés d'invasió.
El tucà toco també és un dispersor de llavors especialment important per a l'espècie Sterculia apetala , sent responsable de més del 83% de la dispersió de llavors d'aquesta espècie. El guacamai jacint (Anodorhynchus hyacinthinus), en perill d'extinció, nia gairebé exclusivament en forats dels arbres S. apetala, cosa que el porta a una dependència indirecta del tucà toco, tot i que aquesta última espècie és responsable de més de la meitat de la depredació d'ous del guacamai jacint. El tucà toco també pot ser depredador de nius ecològicament significatius per a espècies que nien en zones amb pocs altres depredadors terrestres, com ara penya-segats.
No es coneixen depredadors específics del tucan toco, però se sap que els tucans en general són caçats per micos i grans ocells rapinyaires. Se sap que diverses espècies de polls mastegadors, com ara l'Austrophilopterus cancellosus i el Myrsidea witti, parasiten el tucà toco. L'espècie també està parasitada pels protozous Plasmodium nucleophilum, P. huffi, P. pinottii, Toxoplasma gondii, i Giardia lamblia, Trichomonas parabasalids, i trematodes.

## Relació amb els humans

### Conservació

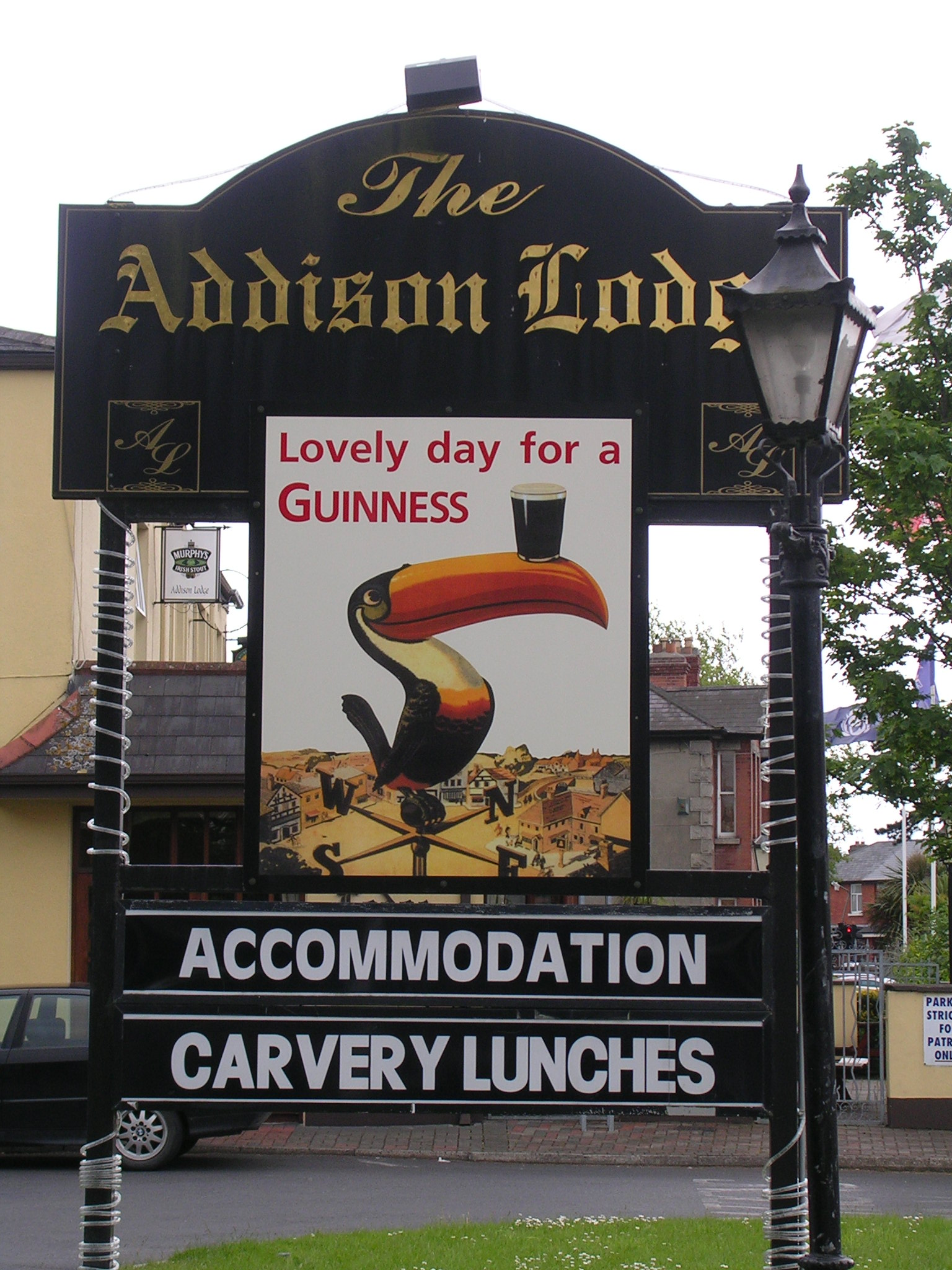
Anunci de cervesa Guiness que mostra el tucà toco. Dublín, Irlanda.

Com que prefereix hàbitats oberts, és probable que el tucà toco es beneficiï de la desforestació generalitzada a l'Amèrica del Sud tropical; se sap que habita zones al voltant d'aeroports i carreteres recentment construïdes. Té una àmplia distribució i, excepte a les regions exteriors de la distribució, sol ser força comú. Per tant, BirdLife International el considera de risc mínim. El tucà toco es caça per la carn i per al comerç d'animals de companyia; se sabia que els grans estols que forma després de la temporada de cria eren caçats intensament per la carn, i els becs es guardaven com a record. Es desconeix l'impacte de la caça sobre la població. Un estudi del 2023 sobre el comerç de fauna salvatge de tucans va trobar que el tucà toco va ser la segona espècie més comercialitzada durant el període de 1975 a 2018. Es va exportar des de molts països llatinoamericans, més que altres tucans i va ser el més car, amb un preu mitjà de venda al detall de 12,450 dòlars americans el 2020 (equivalent a 15,130 dòlars el 2024) i alguns exemplars que van arribar als 13,400 dòlars (equivalent a 16,300 dòlars el 2024).

### Cultura
El tucà toco és un dels ocells neotropicals més coneguts, tant internacionalment com a escala nacional dins de l'àrea de distribució. També són l'espècie de tucà més ben representada a Internet, internacionalment i dins del Brasil. El tucà és objecte de burla a les llegendes brasileres. Segons una història, els ocells el van acceptar com el seu rei després de veure la mida del bec mentre estava amagat dins d'un forat; després que sortís, els ocells se'n van burlar per ser "res més que nas". A la mitologia del poble Ayoreo del Gran Chaco de Bolívia i Paraguai, la paraula per a tucà toco, «Carai», també és el nom d'un recol·lector de mel. El tucà toco va formar part d'una de les campanyes publicitàries més famoses de Guinness, una marca irlandesa de cervesa. El tucà és el símbol del Partit de la Socialdemocràcia Brasilera.

## Taxonomia
Les restes més antigues conegudes del tucà toco daten d'uns vint mil anys enrere, de dipòsits del Plistocè a Lagoa Santa, Minas Gerais. El primer relat europeu de l'espècie va ser escrit pel naturalista francès Pierre Belon a la seva obra de 1555 Histoire de la nature des oyseaux. Belon només posseïa un exemplar del bec de l'ocell i va plantejar la hipòtesi que el tucà era un ocell palmípede i piscívor a causa del bec llarg i serrat, que Belon pensava que compartia algunes característiques amb els becs dels pelicans, les serps d'aigua i alguns ànecs. La descripció i les idees de Belon van continuar sent influents fins al segle XVIII.
L'espècie va ser descrita formalment com a Ramphastos toco pel zoòleg alemany Philipp Ludwig Statius Müller el 1776 a partir d'exemplars de Caiena, Guaiana Francesa. El 1862, l'ornitòleg alemany Jean Cabanis va descriure R. albogularis com una nova espècie basada en exemplars del sud del Brasil; el 1870, havia estat degradada a l'estatus de subespècie de R. toco. El nom del gènere, Ramphastos, deriva d'una errada ortogràfica del grec antic «ῥαμφηστης, rhamphēstēs», que significa “amb musell”, que al seu torn deriva del grec «ῥαμφη, rhampē», que significa “bec”; el nom fa referència al gran bec dels tucans. El nom específic «toco» prové de Tucá o Tucán, la paraula guaraní per a tucà, i pot significar “nas d'os”. En tsimané, una llengua indígena parlada a l'Amazònia boliviana, es coneix com a «yubibi».
El tucà toco és una de les vuit espècies actualment classificades al gènere Ramphastos, i una de les més de quaranta espècies de la família dels tucans Ramphastidae. El 1974, l'ornitòleg alemany Jürgen Haffer va plantejar la hipòtesi que els tucans Ramphastos es podien dividir en dos clades (grups d'organismes descendents d'un avantpassat comú): els "gemegaires de bec llis", que comprenen el tucà de bec castany (Ramphastos ambiguus swainsonii) i el tucà pitgroc (R. ambiguus), i els "grunyaires de bec de quilla", que comprenen el tucà toco, el tucà ventrevermell (R. dicolorus), el tucà becverdós (R. sulfuratus), el tucà del Chocó (R. brevis) i el tucà vitel·lí (R. vitellinus). Va postular a més que el tucà toco era basal (el més proper a l'arrel de l'arbre filogenètic) dins del seu grup. Estudis posteriors de l'ADN mitocondrial han confirmat en gran manera l'existència d'aquests dos clades, però han descobert que el tucà toco és basal dins de la família en lloc de formar part dels "grunyaires de bec de quilla".

El següent cladograma mostra les relacions filogenètiques dins de Ramphastos, basades en l'estudi del 2009 de José Patané i els seus col·legues:
|  | Tucà pitblanc (Ramphastos tucanus) |
|  |                                    |
|  | Tucà pitgroc (Ramphastos ambiguus) |
|  |                                    |

|  | Tucà ventrevermell (Ramphastos dicolorus)                                                                    |
|  | |
|  | \| \| Tucà del Chocó (Ramphastos brevis) \| \| \| \| \| \| Tucà vitel·lí (Ramphastos vitellinus) \| \| \| \| |
|  | |
|  | Tucà del Chocó (Ramphastos brevis)                                                                           |
|  | |
|  | Tucà vitel·lí (Ramphastos vitellinus)                                                                        |
|  | |

|  | Tucà del Chocó (Ramphastos brevis)    |
|  |                                       |
|  | Tucà vitel·lí (Ramphastos vitellinus) |
|  |                                       |

|  | Tucà ventrevermell (Ramphastos dicolorus)                                                                    |
|  | |
|  | \| \| Tucà del Chocó (Ramphastos brevis) \| \| \| \| \| \| Tucà vitel·lí (Ramphastos vitellinus) \| \| \| \| |
|  | |
|  | Tucà del Chocó (Ramphastos brevis)                                                                           |
|  | |
|  | Tucà vitel·lí (Ramphastos vitellinus)                                                                        |
|  | |

|  | Tucà del Chocó (Ramphastos brevis)    |
|  |                                       |
|  | Tucà vitel·lí (Ramphastos vitellinus) |
|  |                                       |

|  | Tucà pitblanc (Ramphastos tucanus) |
|  |                                    |
|  | Tucà pitgroc (Ramphastos ambiguus) |
|  |                                    |

|  | Tucà ventrevermell (Ramphastos dicolorus)                                                                    |
|  | |
|  | \| \| Tucà del Chocó (Ramphastos brevis) \| \| \| \| \| \| Tucà vitel·lí (Ramphastos vitellinus) \| \| \| \| |
|  | |
|  | Tucà del Chocó (Ramphastos brevis)                                                                           |
|  | |
|  | Tucà vitel·lí (Ramphastos vitellinus)                                                                        |
|  | |

|  | Tucà del Chocó (Ramphastos brevis)    |
|  |                                       |
|  | Tucà vitel·lí (Ramphastos vitellinus) |
|  |                                       |

|  | Tucà ventrevermell (Ramphastos dicolorus)                                                                    |
|  | |
|  | \| \| Tucà del Chocó (Ramphastos brevis) \| \| \| \| \| \| Tucà vitel·lí (Ramphastos vitellinus) \| \| \| \| |
|  | |
|  | Tucà del Chocó (Ramphastos brevis)                                                                           |
|  | |
|  | Tucà vitel·lí (Ramphastos vitellinus)                                                                        |
|  | |

|  | Tucà del Chocó (Ramphastos brevis)    |
|  |                                       |
|  | Tucà vitel·lí (Ramphastos vitellinus) |
|  |                                       |

|  | Tucà pitblanc (Ramphastos tucanus) |
|  |                                    |
|  | Tucà pitgroc (Ramphastos ambiguus) |
|  |                                    |

|  | Tucà ventrevermell (Ramphastos dicolorus)                                                                    |
|  | |
|  | \| \| Tucà del Chocó (Ramphastos brevis) \| \| \| \| \| \| Tucà vitel·lí (Ramphastos vitellinus) \| \| \| \| |
|  | |
|  | Tucà del Chocó (Ramphastos brevis)                                                                           |
|  | |
|  | Tucà vitel·lí (Ramphastos vitellinus)                                                                        |
|  | |

|  | Tucà del Chocó (Ramphastos brevis)    |
|  |                                       |
|  | Tucà vitel·lí (Ramphastos vitellinus) |
|  |                                       |

|  | Tucà ventrevermell (Ramphastos dicolorus)                                                                    |
|  | |
|  | \| \| Tucà del Chocó (Ramphastos brevis) \| \| \| \| \| \| Tucà vitel·lí (Ramphastos vitellinus) \| \| \| \| |
|  | |
|  | Tucà del Chocó (Ramphastos brevis)                                                                           |
|  | |
|  | Tucà vitel·lí (Ramphastos vitellinus)                                                                        |
|  | |

|  | Tucà del Chocó (Ramphastos brevis)    |
|  |                                       |
|  | Tucà vitel·lí (Ramphastos vitellinus) |
|  |                                       |

|  | Tucà pitblanc (Ramphastos tucanus) |
|  |                                    |
|  | Tucà pitgroc (Ramphastos ambiguus) |
|  |                                    |

|  | Tucà ventrevermell (Ramphastos dicolorus)                                                                    |
|  | |
|  | \| \| Tucà del Chocó (Ramphastos brevis) \| \| \| \| \| \| Tucà vitel·lí (Ramphastos vitellinus) \| \| \| \| |
|  | |
|  | Tucà del Chocó (Ramphastos brevis)                                                                           |
|  | |
|  | Tucà vitel·lí (Ramphastos vitellinus)                                                                        |
|  | |

|  | Tucà del Chocó (Ramphastos brevis)    |
|  |                                       |
|  | Tucà vitel·lí (Ramphastos vitellinus) |
|  |                                       |

|  | Tucà ventrevermell (Ramphastos dicolorus)                                                                    |
|  | |
|  | \| \| Tucà del Chocó (Ramphastos brevis) \| \| \| \| \| \| Tucà vitel·lí (Ramphastos vitellinus) \| \| \| \| |
|  | |
|  | Tucà del Chocó (Ramphastos brevis)                                                                           |
|  | |
|  | Tucà vitel·lí (Ramphastos vitellinus)                                                                        |
|  | |

|  | Tucà del Chocó (Ramphastos brevis)    |
|  |                                       |
|  | Tucà vitel·lí (Ramphastos vitellinus) |
|  |                                       |

## Subespècies
El COI reconeix dues subespècies:
- R. t. toco (Statius Müller, 1776): es troba a les Guaianes, al nord i nord-est del Brasil i al sud-est del Perú.[52]
- R. t. albogularis (Cabanis, 1862):[nota 2][45] Es troba al Paraguai, al sud i est del Brasil, al nord de Bolívia i al nord de l'Argentina.[51] Molt similar a la subespècie nominal, però es diu que és lleugerament més petita, amb un bec més curt i una gola més blanca; tanmateix, les mesures d'individus d'ambdues subespècies han descobert que les diferències de mida no són consistents.[4]

L'estudi va tractar el tucà gorjagroc (R. citreolaemus) com una subespècie del tucà vitel·lí (R. vitellinus) cosa que el COI reconeix com espècie de ple dret.